# Theronia flavopuncta
Theronia flavopuncta är en stekelart som beskrevs av Gupta 1962. Theronia flavopuncta ingår i släktet Theronia och familjen brokparasitsteklar. Inga underarter finns listade i Catalogue of Life.